# Nagat
Der Nagat ist ein 566 m hoher Hügel auf der Insel Erromango im Staat Vanuatu.

## Vulkanische Aktivität
Der Hügel liegt als nördlichster Hügel zusammen mit den Hügeln Wahous (293 m), Ouborré (103 m), Rantop (268 m), Oulénou (124 m) und Ourap (118 m) auf der Halbinsel Uvworé.